# 乌巴拉纳
乌巴拉纳是巴西圣保罗州的一个市镇。总面积210.239平方公里，总人口5238人，人口密度24.9人/平方公里。